# Nanos pseudonitens
Nanos pseudonitens är en skalbaggsart som beskrevs av Lebis 1953. Nanos pseudonitens ingår i släktet Nanos och familjen bladhorningar. Inga underarter finns listade i Catalogue of Life.